# Рабство у Стародавньому Римі

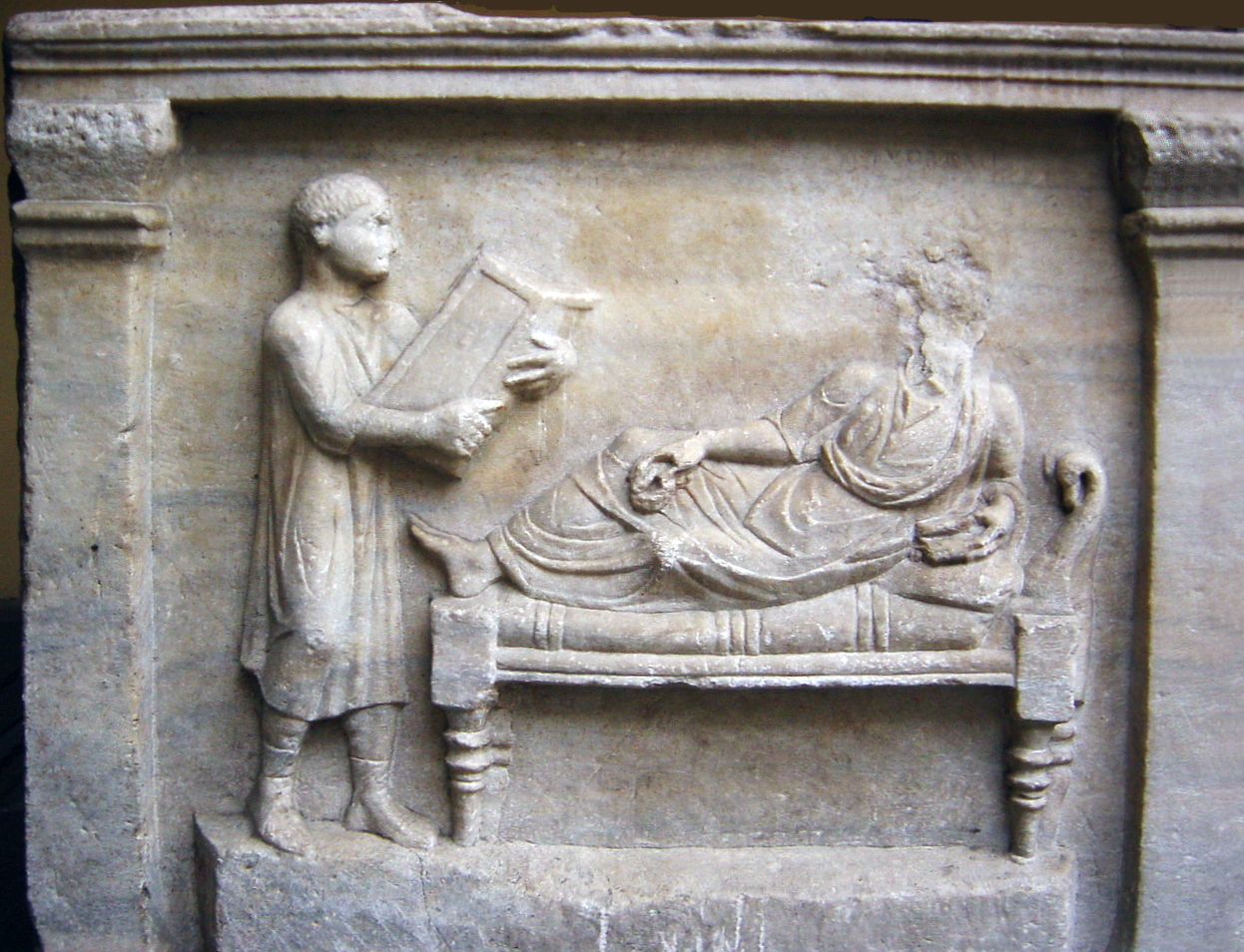
Деталь римського саркофага 315—320 рр. Раб підносить письмові таблички хазяїну

Рабство у Стародавньому Римі було використанням праці людей у статусі рухомого майна та мало важливе місце в суспільстві та економіці. Окрім ручної праці, раби виконували багато побутових обов'язків та могли бути висококваліфікованими професіоналами. Рабська праця включала широкий спектр робіт від сільського й домашнього господарства чи роботи на шахтах до ведення бухгалтерії, медицини та забезпечення розваг для вільних громадян. Становище рабів дуже різнилося, залежно від виду роботи та ставлення їхніх хазяїв. Тоді як одні раби отримували лише мінімум необхідного для життя, інші могли володіти власними грошима та майном. Рабами ставали військовополонені, злочинці та боржники, а також люди, чиї батьки були рабами. Римські раби, на відміну від грецьких, могли бути відпущені на волю та мати обмежений захист з боку держави. Так, у пізніші часи, заборонялося безпідставне вбивство рабів, їхнє ув'язнення та продаж для проституції чи гладіаторських боїв.
Апогею рабство в Стародавньому Римі досягло в час із II ст. до н. е. по I ст. н. е. В II—III ст. н. е. воно майже цілком змістилося у сферу послуг і практично зникло в IV ст. н. е., трансформувавшись у кріпацтво.

### Функції рабів

Римська мозаїка, що зображує жінку і двох рабинь, що їй прислуговують.

### Становище рабів

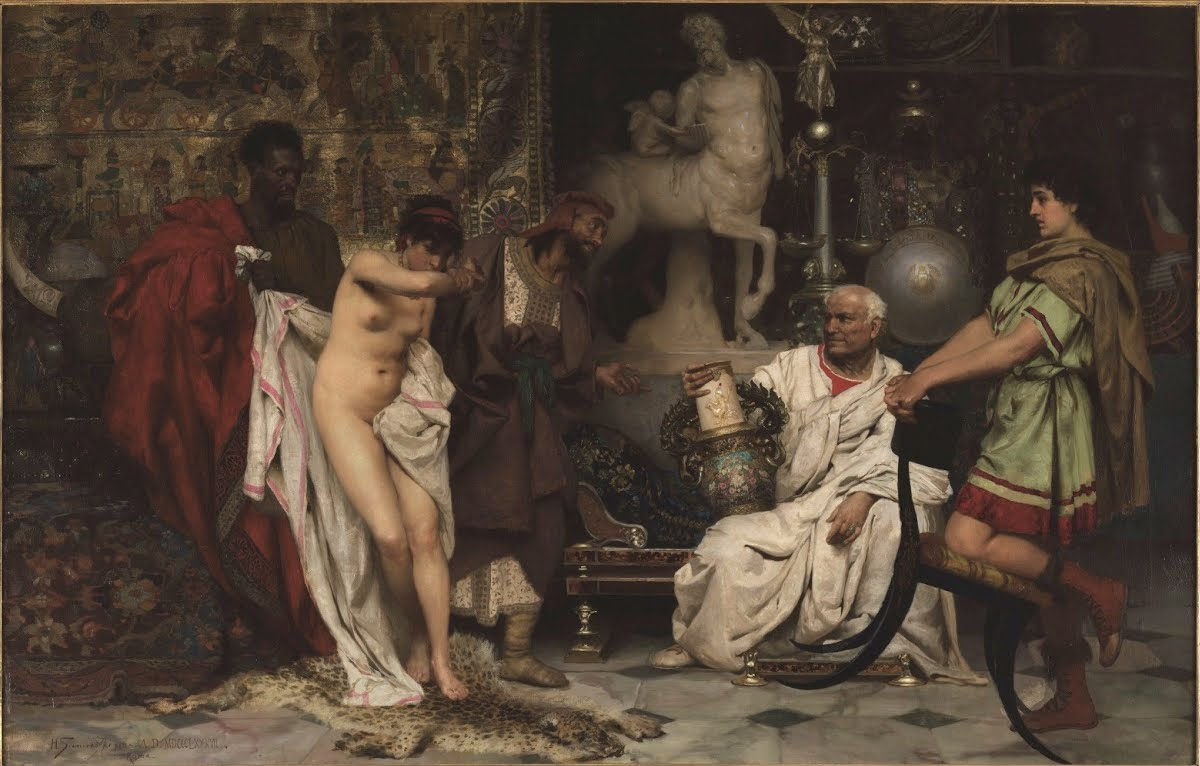
Рабиню обмінюють на вазу. Картина Генріха Семирадського, 1887 р.

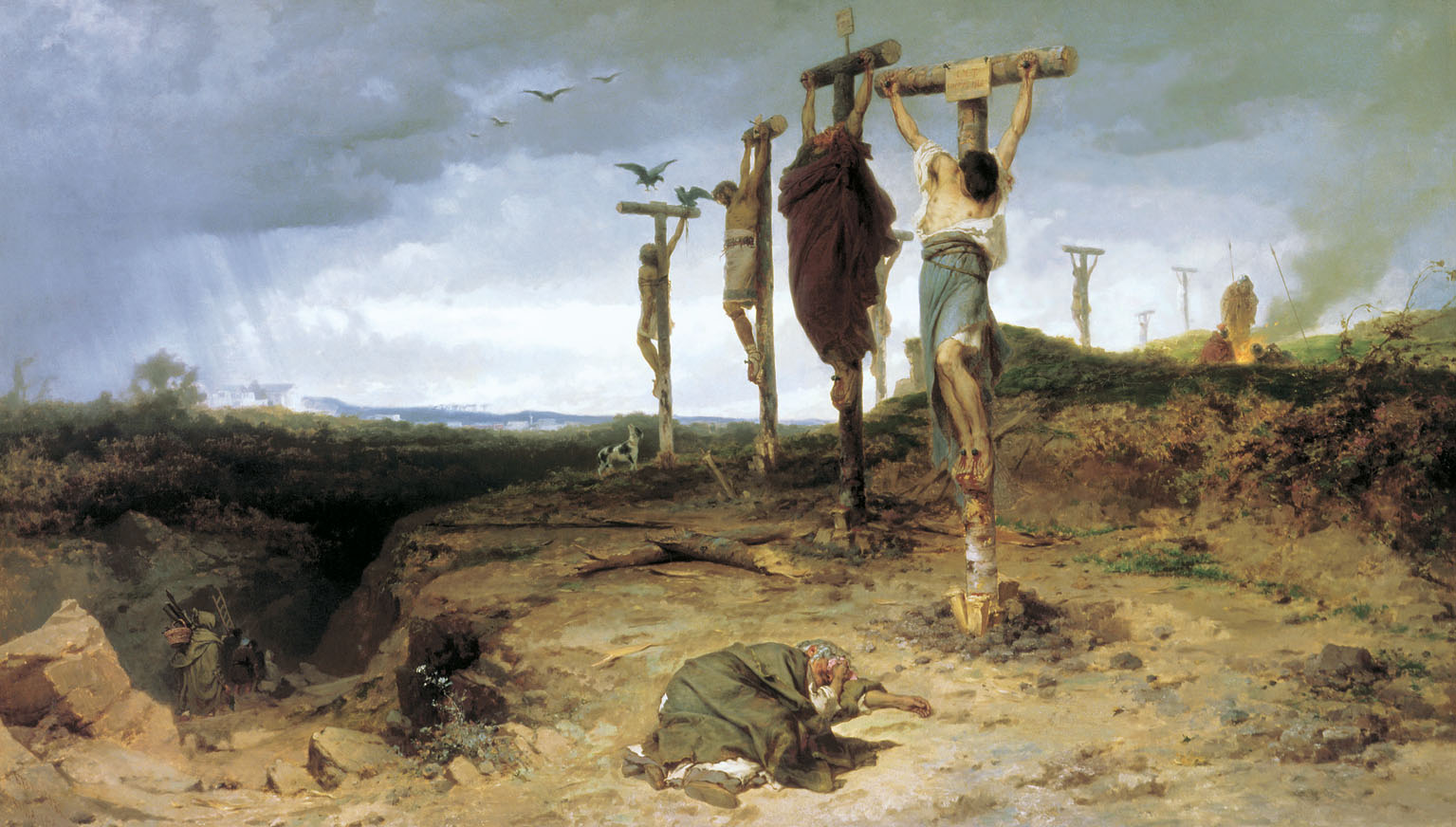
Розіп'яті раби. Картина Федора Броннікова, 1878 р.

## Трансформація рабства в історії Стародавнього Риму

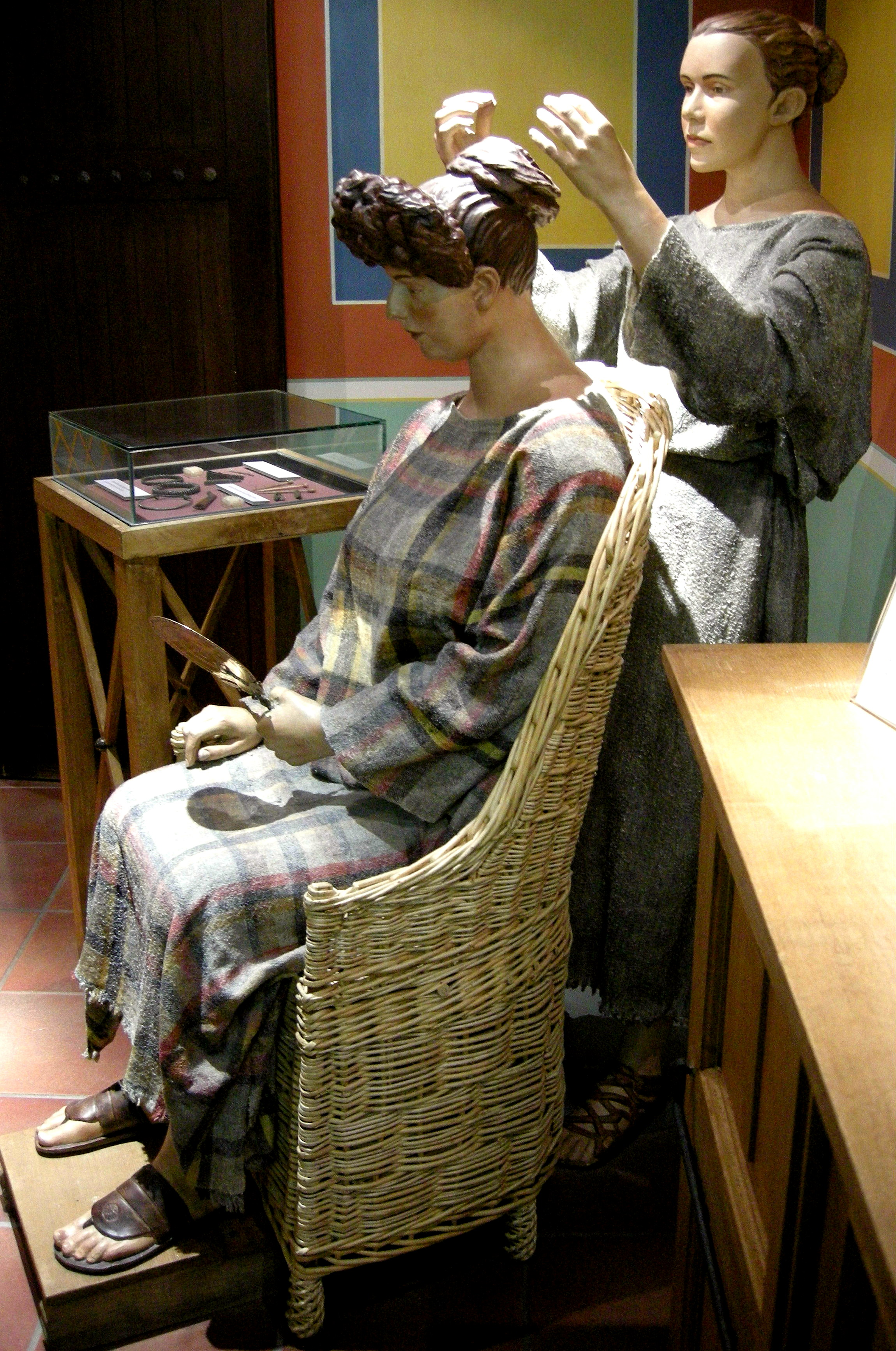
Реконструкція: римська пані та її рабиня

### Повстання рабів

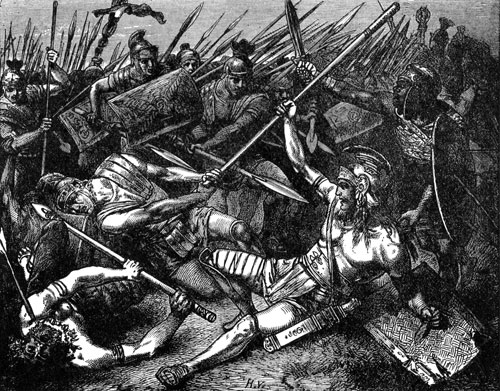
Повстання Спартака. Гравюра Германа Вогеля, 1882 р.

## Загальна характеристика рабства у Стародавньому Римі

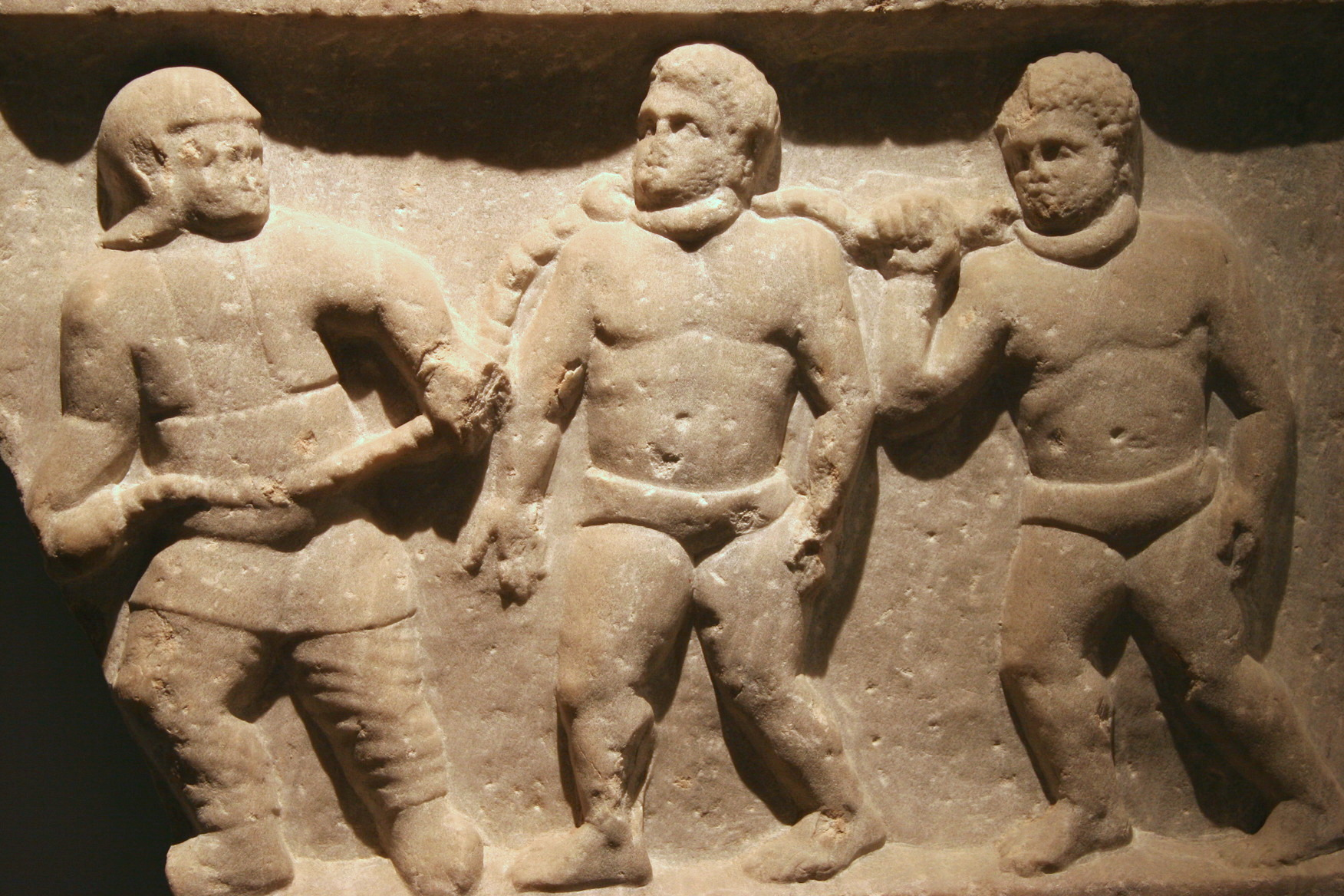
Римський барельєф 200 р. н. е. Римський солдат веде закутих полонених